# Фуна (фортеця)

Реконструкція оборонних споруд Фуни. А — 1423 р. Б — друга чверть XV ст. В — 1459—1475 рр.

Герби князів Феодоро із надпису 1459 р., знайденого під час розкопок Фуни.

Церква св. Феодора Стратилата. Фото О. Бертьє-Делагарда, 1889 р.

Схема церкви св. Феодора Стратилата. (О.
Бертьє-Делагард)

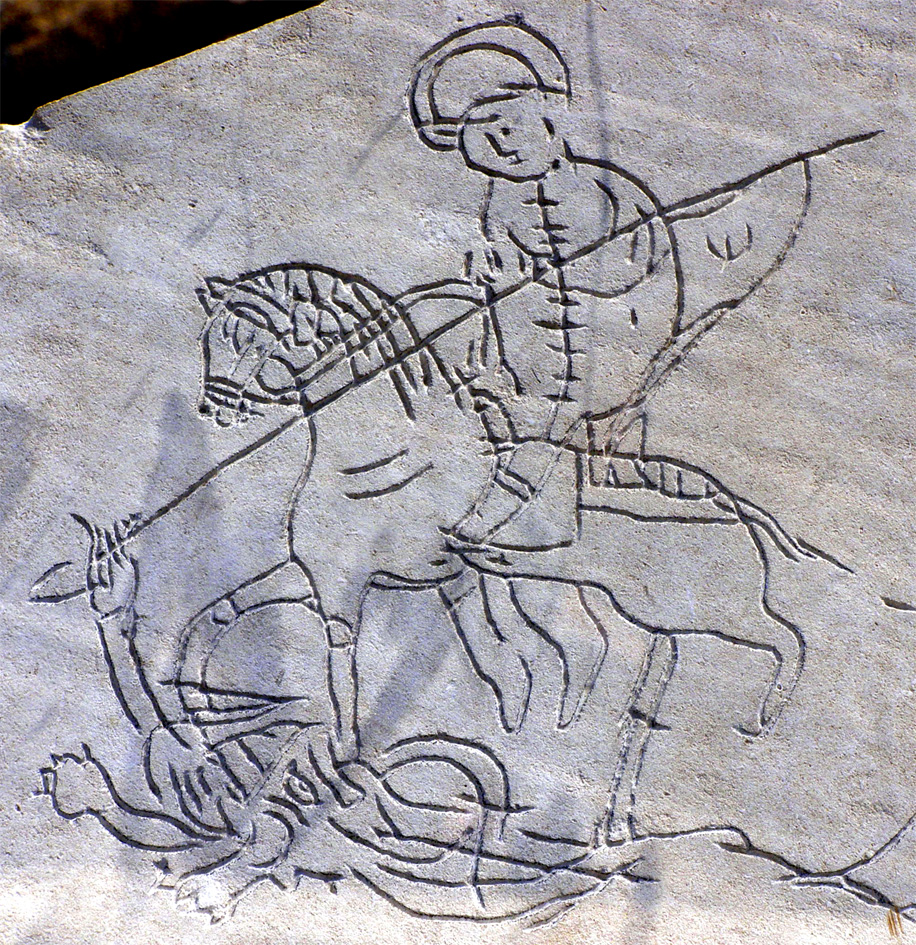
Зображення святого Георгія, знайдене під час розкопок Фуни.

Фу́на (крим. Funa, грец. Φουνα) — фортеця, яка розташована на скельному пагорбі за два кілометри на північ від села Лучисте біля західного підніжжя гори Демірджі.
Східний форпост середньовічного князівства Феодоро. Назва походить від тодішньої назви гори Фуна (сучасна г. Демірджі), що в перекладі з грецької означає димна.

## Згадки про укріплення
Перша згадка про фортецю належить до XIV століття.
У патріарших грамотах 1384 року та інших йдеться про суперечки між митрополитами Херсонським (Херсонес з округою), Готським (територія південно-західного передгір'я та південного узбережжя Криму) та Сугдейським (Судак з околицями) за володіння парафіями, серед спірних сіл згадується Фуна, яку генуезці називали Фонна. У пізніших церковних записах, складених 1836 року на основі опитування переселених з Криму греків Маріупольського повіту, містяться відомості про церкву святого Феодора Стратилата в селі Фуна.

## Історія
У середньовіччя фортеця мала важливе військове значення. Після захоплення Генуєю кримського узбережжя від Кафи (нині Феодосія) до Чембало (нині Балаклава), князі Феодоро збудували низку укріплень, розташованих вище в горах, напроти основних генуезьких фортець.
Ці укріплення з одного боку контролювали і стримували просування генуезців углиб Кримського півострова, з іншого боку, були плацдармами для захоплення прибережних міст. Такі дії феодоритів було викликано боротьбою між князівством та Генуєю за володіння узбережжям.
Фуна в цій системі виконувала роль східного прикордонного форпосту, яка протистояла генуезькій фортеці Алустон (Алушта), а також контролювала один з найважливіших караванних шляхів зі степового Криму до узбережжя.
Укріплення було одним з ключових фортифікаційних об'єктів під час генуезько-феодоритських воєн 1422-1423 і 1433-1441 років, родових міжусобиць, османської кампанії 1475 р.
Фортифікаційний комплекс було зведено у 1422-1423 роках. У жовтні-листопаді 1423 року Фуна була зруйнована у результаті потужного землетрусу. Однак укріплення було відновлене. Незабаром форпост згорів, імовірно, внаслідок нападу або генуезців (каральна експедиція 1434 року на чолі з Карло Ломелліно), або османів (у 50-х роках XV століття), які неодноразово грабували узбережжя.
1459 року фортечний ансамбль зазнав істотної реконструкції і був перетворений на замок.
1475 р. Фуну остаточно знищили турки-османи, які захопили Крим.

## Структура фортеці
Найбільша протяжність фортеці з півночі на південь — 106 м; із заходу на схід — 56 м. Площа укріплення — 0,52 га.
Під час дослідження пам'ятки виявлено практично всі основні види оборонних споруд, що були відомі середньовічній військової архітектурі — мури, вежі, донжон, брами, потерни, сходи для сполучення між бойовими рівнями, цистерна, допоміжні будівлі.
Результати розкопок показали, що 1459 року фортецю було капітально перебудовано й значно посилено. Зокрема, було зведено 15-метровий триярусний донжон, внутрішні розміри якого становили приблизно 6×10 м із товщиною мурів 2,3 м. Гарнізон замку становив приблизно 30-40 воїнів.
Важливе місце в архітектурному ансамблі Фунської фортеці посідає церква св. Феодора Стратилата, руїни якої залишилися донині. Після руйнування фортеці 1475 року турками-османами церква збереглася. Храм неодноразово ремонтувався й перебудовувався, внаслідок чого зберігся до початку XX століття.
1894 року неподалік руїн виник «кам'яний хаос» — нагромадження величезних кам'яних брил, що стало результатом обвалу скелі внаслідок землетрусу. Як наслідок, місцеві мешканці полишили територію. Згодом значної шкоди спорудам завдав Ялтинський землетрус 1927 року.

## Фуна в легендах
Згідно з легендою, у тій місцевості похована цариця готів. У її могилі начебто схована надзвичайно коштовна корона з щирого золота. Після захоплення Криму німецькими військами й проведених там німцями розкопок ця легенда не підтвердилася. Однак місцеві жителі досі вірять, що корона лежить десь під мурами замку[джерело?].